# Sommerberg (Neustadt)
Der Sommerberg ist ein 501,9 m ü. NHN hoher Berg der Haardt am Ostrand des Pfälzerwaldes in Rheinland-Pfalz.

## Geographie

### Lage
Der Sommerberg gehört wie der Zwergberg (589,3 m), die Sommerseite (540,8 m), der Rittersberg (531,8 m), der Sternberg (511,3 m) und der Nollenkopf (490,3 m) zu den Vorbergen des Hohen Loogmassivs (618,7 m). Er befindet sich in exponierter Lage direkt am Rand der Haardt, so dass er trotz der relativ geringen Höhe von Standorten der Rheinebene aus als markanter Berg wahrgenommen werden kann. Im Norden ist der Berg über einen flachen Sattel mit der Sommerseite verbunden. Der Gipfel ist vollständig bewaldet und über Wanderwege nicht erschlossen. Der Berg gehört zur Gemarkung von Diedesfeld. Die Weinlage Diedesfelder Paradies reicht bis an den Osthang des Berges heran.

### Naturräumliche Zuordnung
Der Sommerberg gehört zum Naturraum „Pfälzerwald“, der in der Systematik des von Emil Meynen und Josef Schmithüsen herausgegebenen Handbuches der naturräumlichen Gliederung Deutschlands und seinen Nachfolgepublikationen als Großregion 3. Ordnung klassifiziert wird. Betrachtet man die Binnengliederung des Naturraums, so gehört er zum Mittleren Pfälzerwald und hier zum Gebirgszug der Haardt, welche den Pfälzerwald zur oberrheinischen Tiefebene hin abgrenzt.
Zusammenfassend folgt die naturräumliche Zuordnung des Wetterkreuzbergs damit folgender Systematik:
1. Großregion 1. Ordnung: Schichtstufenland beiderseits des Oberrheingrabens
2. Großregion 2. Ordnung: Pfälzisch-saarländisches Schichtstufenland
3. Großregion 3. Ordnung: Pfälzerwald
4. Region 4. Ordnung (Haupteinheit): Mittlerer Pfälzerwald
5. Region 5. Ordnung: Haardt

## Wetterkreuz
Am Südosthang des Berges befindet sich in etwa 380 m Höhe ein Wetterkreuz. Laut Inschrift im Sockel des Kreuzes wurde dieses im Jahre 1864 von der Pfarrgemeinde Diedesfeld errichtet. Vom Standort aus bietet sich eine umfassende Aussicht in die Rheinebene.

## Zeter Berghaus
Das Zeter Berghaus ist ein Speiselokal mit Aussichtsterrasse und liegt in rund 300 m Höhe am Südosthang des Berges. Errichtet wurde das Berghaus 1929 von dem Diedesfelder Unternehmer Richard Schwarzwälder, der seit 1915 im Zentrum von München das renommierte Weinlokal „Schwarzwälders Naturweinhaus zur Rheinpfalz“ mit zugehöriger Weinkellerei führte. Über der Eingangstür des Zeter Berghauses befindet sich bis heute die Bauinschrift: „Errichtet A.D. 1929 von Richard Schwarzwälder Diedesfeld-München“. Schwarzwälder betrieb hier am Berghang ein Weingut mit Terrassenweinbergen, von denen heute noch die vielen Sandsteinstützmauern erhalten sind.
Das Berghaus war ein Schutzgebäude für das Weingutspersonal und die Arbeitsgeräte, gleichzeitig bildete es die Bergstation einer kleinen Feldbahn, mit der die Trauben zu Tal geschafft wurden. Den hier gewonnenen Wein verarbeitete und verkaufte Richard Schwarzwälder in München, damals Landeshauptstadt der zu Bayern gehörenden Rheinpfalz. Sein dortiges Lokal galt als beliebter Treffpunkt von Münchner Weinkennern, Künstlern und Literaten. Eine künstlerisch wertvolle Getränkekarte, die auch eine Zeichnung vom damaligen Berghaus beinhaltet, wurde von dem bekannten Maler Ernst Liebermann gestaltet.
Später hat man das Terrassenweingut am Diedesfelder Wetterkreuzberg aufgegeben, die steile Feldbahn verschwand. Die Weinbergsflächen unterhalb des Berghauses sind jetzt ungenutzt und dem Naturbewuchs überlassen. Das Gebäude wurde verkauft und zur Gaststätte umgebaut. In den 1950er Jahren kam es in den Besitz der Diedesfelder Winzerfamilie Zeter, nach der es nun benannt ist. Wegen seiner Fernsicht in die Rheinebene, besonders auf Diedesfeld und Maikammer, ist das Zeter Berghaus mit seinem Terrassengarten heute ein beliebtes Ausflugslokal und Wanderziel.

## Wandern
Über den Berg führen einige Wanderwege vom Schlossberg mit dem Hambacher Schloss oder aus dem Klausental zum Hauptgipfel der Hohen Loog. Um den Berg führt der Prädikatswanderweg Pfälzer Weinsteig.